# Moments Free
Moments Free är jazzsångerskan Christina Gustafssons debutalbum från 2007.  Alla sånger utom en är helt eller delvis skrivna av Christina.

## Låtlista
1. Moments Free (Christina Gustafsson/Cecilia Åse/ Helena Davidsson) – 4'29
2. In a Crowd of a Million (Christina Gustafsson) – 3'42
3. This Love (Christina Gustafsson) – 4'58
4. Circles (Christina Gustafsson) – 6'44
5. A Peaceful Day (Christina Gustafsson) – 4'27
6. Daydream (John Sebastian) – 2'38
7. What a Waste (Christina Gustafsson/Cecilia Åse/Helena Davidsson) – 5'09
8. How Life Fools Me (Christina Gustafsson/Sebastian Voegler) – 3'26
9. Interlude – 0'18
10. A Broken Heart (Christina Gustafsson/Sofia Pettersson) – 3'37
11. Don't Be Sorry (Christina Gustafsson/Helena Roslund) – 3'44
12. Something Unexpected (Christina Gustafsson) – 5'53
13. In the Corner of My Eye (Christina Gustafsson/Cecilia Åse/Helena Davidsson) – 4'04

## Medverkande
- Christina Gustafsson – sång
- Max Schultz – gitarr
- Erik Söderlind – gitarr
- Martin Höper – bas
- Calle Rasmusson – trummor
- Daniel Karlsson – piano
- Per-Erik Domargård – sång
- Magnus Lindgren – saxofon, klarinett, flöjt

## Mottagande
Skivan fick ett gott mottagande när den kom ut med ett genomsnitt på 4,1/5 baserat på tre recensioner.